# Cona Niyeu
Cona Niyeu es una localidad y comisión de fomento del departamento Nueve de Julio, en la provincia de Río Negro, Argentina.
Es uno de los pueblos más aislados de la provincia. Está ubicado al pie de la meseta de Somuncurá distante a 170 km de Sierra Grande, a través de la RP 5.

## Clima
Al igual que toda la zona circundante de la meseta de Somuncurá su clima está dominado por largos inviernos. Las temperaturas mínimas absolutas pueden caer hasta -25 °C o -30 °C bajo cero.

## Población
Contó con 217 habitantes (Indec, 2010), lo que representó un incremento del 3% frente a los 211 habitantes (Indec, 2001) del censo anterior.
El censo 2022 arrojó 186 viviendas con una población estable de 183 habitantes en la comisión de fomento. Es uno de los tres casos en la provincia donde existen más viviendas que habitantes junto con Arroyo Ventana y Pichi Mahuida. 
| Gráfica de evolución demográfica de Cona Niyeu entre 1991 y 2022 |
|                                                                  |
| Fuente: Censos nacionales del INDEC                              |